# Джералд Граф
Джералд Граф (на английски: Gerald Graff) е един от водещите американски теоретици в областта на литературата, занимаващ се основно с проблемите на преподаването на литература и ценностите, които изучаването на литература създава.

## Биография
Роден е на 28 юни 1937 година в Чикаго, САЩ. Професор е по англицистика и методика на преподаването в Чикагския университет. Получава бакалавърската си степен в Чикагския университет през 1959 г., а докторат по английска и американска литература защитава в Станфордския университет през 1963 г. Преподава в Университета на Ню Мексико, Северозападния университет, Калифорнийския университет в Ървайн и Калифорнийския университет в Бъркли, както и в Държавния университет на Охайо, Вашингтонския университет в Сейнт Луис и Чикагския университет. След 2000 г. е професор в Чикагския университет.

## Научна дейност
По-ранните трудове на Граф подчертават рационалните, дискурсивните качества на литературата, а в „Литературата срещу самата себе си“ (1979) той насочва критиката си към това, което вижда като антимиметични, ирационални допускания, стоящи в основата едновременно на авангардисткото писане и на структуралистката/постструктуралистката литературоведска теория. Акцентът, който Граф поставя върху литературата като рационална позиция, напомня за възгледите на Айвър Уинтърс, професор в Станфорд през 60-те години и наставник по онова време на Граф.
По-късните изследвания на Граф поставят ударението върху педагогиката. В тях той обсъжда такива работи като собствената си неприязън към книгите като младеж и причините за ненужната неяснота на академичния дискурс. Проф. Граф е основател на „Учители за демократична култура“, организация, посветена по думите на членовете ѝ, на „борбата с консервативните погрешни прочити“ на колежанската педагогика.
Граф изковава термина „преподаване на противопоставянията“ в университетските си курсове през 80-те години на ХХ век, а през 1993 г. лансира идеята си и в книгата „Отвъд културните войни“. Тезата на Граф гласи, че преподавателите в колежите трябва да информират студентите за конфликтните точки и споровете по академични теми, така че студентите да могат да разберат как се появяват и развиват научните теории и как в крайна сметка биват приети. Терминът „преподаване на противопоставянията“ става популярен, след като е модифициран като Движение за „преподаване на противопоставянията“, създадено от активисти, целящи легитимирането на изучаването в класните стаи на „креационизма“ и „интелигентния дизайн“. Сам описващ себе си като либерален радетел за нерелигиозно знание, Граф публично се жалва, че идеята му е присвоена и подменена с намерения, които нямат нищо общо с модерната наука.
Граф преподава едновременно на магистри как да преподават академично писане на бакалаври и заедно с това самото академично писане в курсове на бакалаври. Той води курсове по писане заедно със съпругата си Кати Бъркинстийн, която е преподавател по английски език и има докторска степен по американска литература и е автор на биография на Букър Т. Вашингтон.
В Чикагския университет Граф е съучредител на магистърска програма по хуманитаристика, едногодишна интердисциплинна програма, която позволява на студентите да имат курсове по философия, англицистика, история на изкуството и други области.
Президент е на Асоциацията за съвременни езици и литератури през 2008 г.

### Авторски монографии
- Poetic Statement and Critical Dogma („Поетическа позиция и критическа догма“). Evanston: Northwestern University Press, 1970.
- Literature Against Itself: Literary Ideas in Modern Society („Литературата срещу самата себе си: Литературните идеи в модерното общество“). Chicago: University of Chicago Press, 1979.[2]
- Professing Literature: An Institutional History („Преподаването на литературата: Институционална история“). Chicago: University of Chicago Press, 1987.
- Beyond the Culture Wars: How Teaching the Conflicts Can Revitalize American Education („Отвъд културните войни: Как преподаването на конфликтите може да съживи американското образование“). New York: Norton, 1992.
- Clueless in Academe: How Schooling Obscures the Life of the Mind („Без ключ в Академията: Как школуването затъмнява живота на мисълта“). New Haven: Yale University Press, 2003.[3]
- They Say/I Say: The Moves that Matter in Academic Writing („Те казват/Аз казвам: Ходовете, които работят в академичното писане“) (заедно с Кати Бъркинстийн). New York: Norton, 2006.

### Редакция и съставителство
- Criticism in the University („Литературознанието в университета“) (съсъставител заедно с Реджиналд Гибънс). Northwestern University Press, 1985.
- Jacques Derrida, Limited Inc („Жак Дерида, ООД“). Northwestern University Press, 1988.
- The Origins of Literary Study in America („Произход на литературознанието в Америка“) (съсъставител заедно с Майкъл Уорнър). Routledge, 1989.
- The Adventures of Huckleberry Finn, by Samuel Clemens („Приключенията на Хъкълбери Фин от Самюъл Клемънс“) (съсъставител заедно с Джеймс Фелан). Boston: Bedford Books, Critical Controversies Edition, 1995.
- The Tempest, by William Shakespeare („Бурята от Уилям Шекспир“) (съсъставител заедно с Джеймс Фелан). Boston, Bedford Books, Critical Controversies Edition, 2000.
- American Criticism, 1945 – 1995 („Американското литературознание, 1945 – 1995“) (съсъставител заедно с Еван Картън). Cambridge History of American Literature, 1996.

## За него
- Falling into Theory: Conflicting Views on Reading Literature, edited by David Richter, preface by Gerald Graff. Bedford Books/St. Martin's Press, 1993, 298 pp.
- Teaching the Conflicts: Gerald Graff, Curricular Reform, and the Culture Wars, edited by William E. Cain. Garland Press, 1994, 234 pp.